# Dominik Wania
Dominik Wania (ur. 24 listopada 1981 w Sanoku) – polski muzyk jazzowy i klasyczny.

## Życiorys
Naukę gry na fortepianie rozpoczął w wieku 5 lat. Absolwent I Liceum Ogólnokształcącego im. Komisji Edukacji Narodowej w Sanoku z 2000 i Państwowej Szkoły Muzycznej I i II st. im. Wandy Kossakowej w Sanoku. Ukończył z wyróżnieniem Akademię Muzyczną w Krakowie w 2005 w klasie fortepianu prof. Andrzeja Pikula. Studiował również pod kierunkiem Danilo Pereza na wydziale jazzowym New England Conservatory of Music w Bostonie (USA) w latach 2006-2008 Odbyło się to w ramach stypendium Presidential Scholarship przyznanego przez Helena Foundation. Brał udział w wielu kursach mistrzowskich z dziedziny muzyki poważnej i jazzu. W 2010 roku artysta wystąpił w Warszawie podczas festiwalu "Chopin i jego Europa". Po latach współpracy z wieloma muzykami z Polski i zagranicy w czerwcu 2013 r. ukazał się autorski, debiutancki album artysty w trio, zatytułowany "Ravel" (jazzowe opracowanie miniatury fortepianowej "Miroirs" Maurice'a Ravela).
Został adiunktem w Katedrze Muzyki Współczesnej, Jazzu i Perkusji Akademii Muzycznej w Krakowie oraz podjął pracę wykładowcy w Instytucie Jazzu Akademii Muzycznej w Katowicach, a także w Państwowej Wyższej Szkole Zawodowej im. Jana Grodka w Sanoku. Został członkiem National Music Honor Society - Pi Kappa Lambda. Muzyk otrzymał trzy nominacje do Fryderyków 2014.

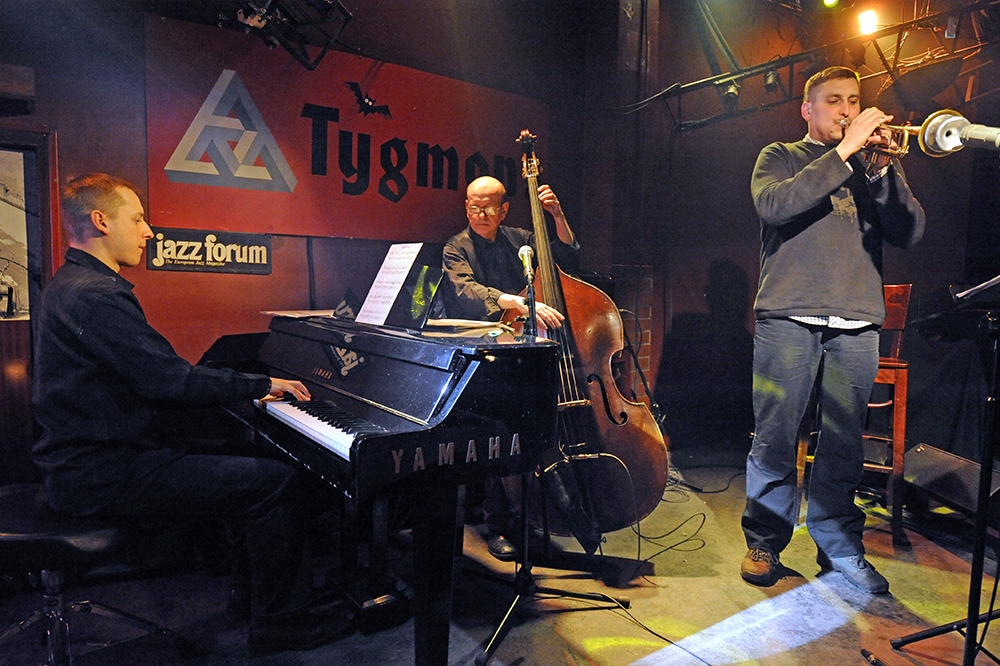
Dominik Wania (p) w klubie jazzowym Tygmont w Warszawie, grudzień 2010. Zbigniew Wegehaupt (b) i leader Jerzy Małek (tp)

## Dyskografia[6]

### Albumy autorskie
- 2020: Dominik Wania - Lonely Shadows (ECM)
- 2013: Dominik Wania Trio - Ravel (For Tune)

### Pozostałe albumy
- 2023: Piotr Damasiewicz & Dominik Wania – The Way, the Truth, the Life According to Artur Olender
- 2020: Szymon Klima & Dominik Wania – Fantastico
- 2019: Maciej Obara Quartet / Dominik Wania / Ole Morten Vågan / Gard Nilssen – Three Crowns
- 2019: Zbigniew Preisner, Lisa Gerrard & Dominik Wania – Melodies of My Youth
- 2019: Zbigniew Preisner & Dominik Wania – Twilight
- 2018: Jacek Kochan / Bartek Prucnal / Dominik Wania – Ajee
- 2017: NSI Quartet & Dominik Wania – The Look of Cobra
- 2016: Marek Bałata & Dominik Wania – Kolędy - Impromptus Live at Radio Rzeszów
- 2014: ELMA – Hic et Nunc
- 2014: Jacek Kochan, Dominik Wania, Mauro Schiavone - Third of Three
- 2014: New Bone - Follow Me
- 2013: Obara International – Live at Manggha
- 2013: Power of the Horns – Alaman Live CD/DVD
- 2013: Obara International – Komeda Live
- 2013: Wojtek Fedkowicz Noise Trio – Post-Digital Dreamers CD/Vinyl
- 2012: Piotr Baron Quintet – Jazz na Hrade Live at Prague Castle
- 2012: Maciej Obara Quartet – Equilibrium
- 2012: George Garzone / Jacek Kochan / Dominik Wania / Andrzej Święs – Filing the Profile
- 2011: Jacek Kochan Trio feat. George Garzone – Filling the Profile
- 2010: Tomek Grochot Quintet feat. Eddie Henderson – My Stories
- 2008: Jacek Kochan, Dominik Wania, Michał Barański feat. Gary Thomas – Man of No Words
- 2008: Geni Skendo & Dominik Wania – Portraits (Shakuhachi & Piano Duets)
- 2008: Bronisław Suchanek & Dominik Wania – Sketch in Blue
- 2006: Квартет Виталия Иванова - Returning Live in Kiev DVD
- 2004: JWP.org – Organizacja Live at Radio Katowice

## Nagrody i wyróżnienia
| Rok  | Nagrody                                                                                                 | Stopień wyróżnienia |
| ---- | --- | ------------------- |
| 1999 | Nagroda Miasta Sanoka w dziedzinie kultury i sztuki za rok 1998                                         | Laureat             |
| 2001 | Konkurs o Stypendium im. Prof. Tadeusza Żmudzińskiego, Kraków                                           | 1. nagroda          |
| 2003 | Kategoria Trio w VII Międzynarodowym Konkursie Współczesnej Muzyki Kameralnej w Krakowie                | 1. nagroda          |
| 2005 | II Konkurs Pianistów Jazzowych w Warszawie                                                              | 1. nagroda          |
| 2008 | Program Stypendialny Ministra Kultury i Dziedzictwa Narodowego „Młoda Polska”                           | Laureat             |
| 2014 | Fryderyk 2014 – JAZZ: Album Roku ("Ravel"), Debiut Roku Gwarancja Kultury w kategorii Jazz, Rock i inne | Laureat             |